# Alliance of Women Film Journalists EDA Awards 2020
13. ročník Alliance of Women Film Journalists EDA Awards se konal dne 4. ledna 2021. Nominace byly zveřejněny 30. prosince 2020.

## Vítězové a nominovaní
| Nejlepší film | Nejlepší režisér |
| --- | --- |

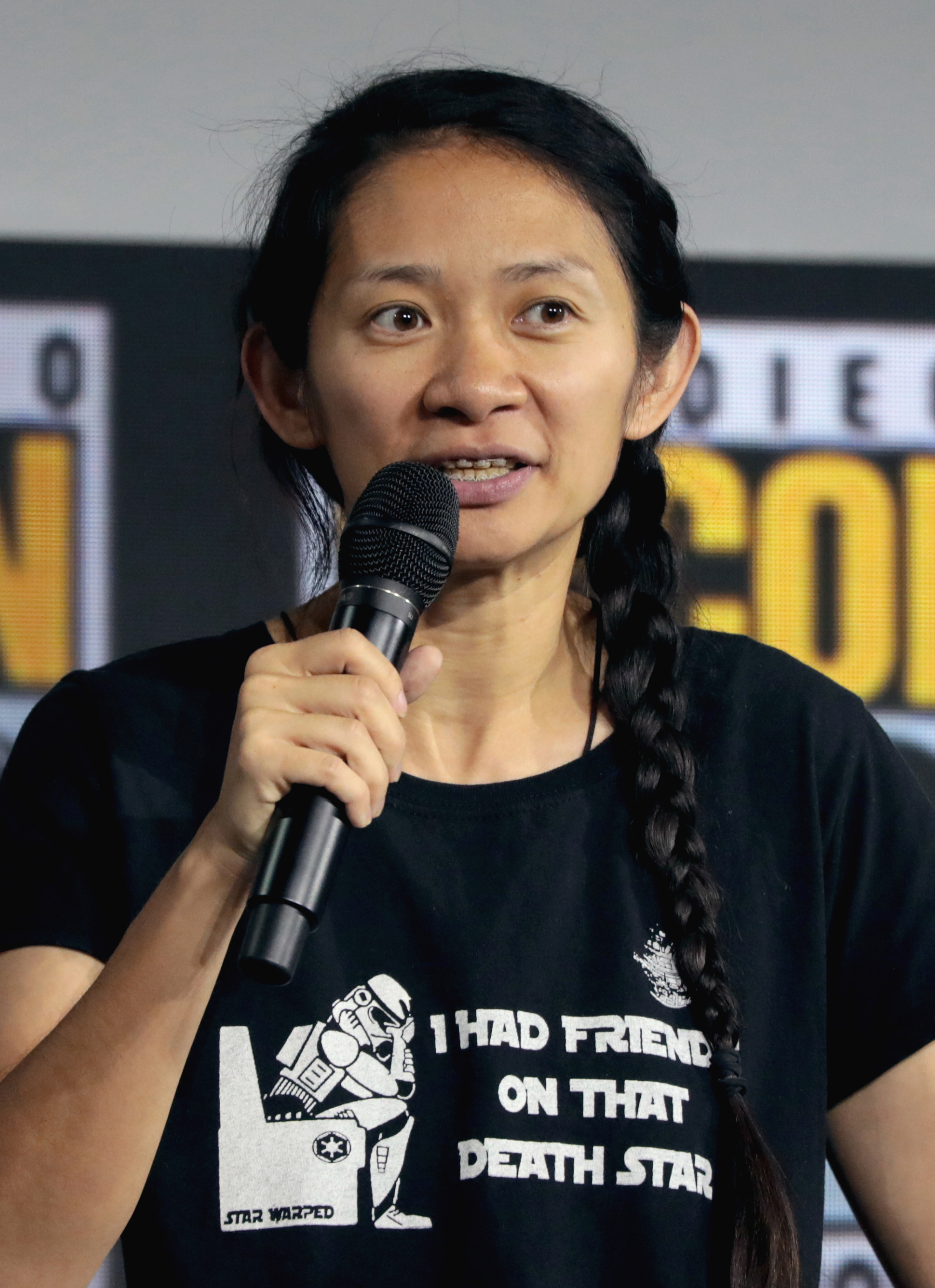
Chloé Zhaová, vítězka v kategoriích nejlepší režie a nejlepší adaptovaný scénář

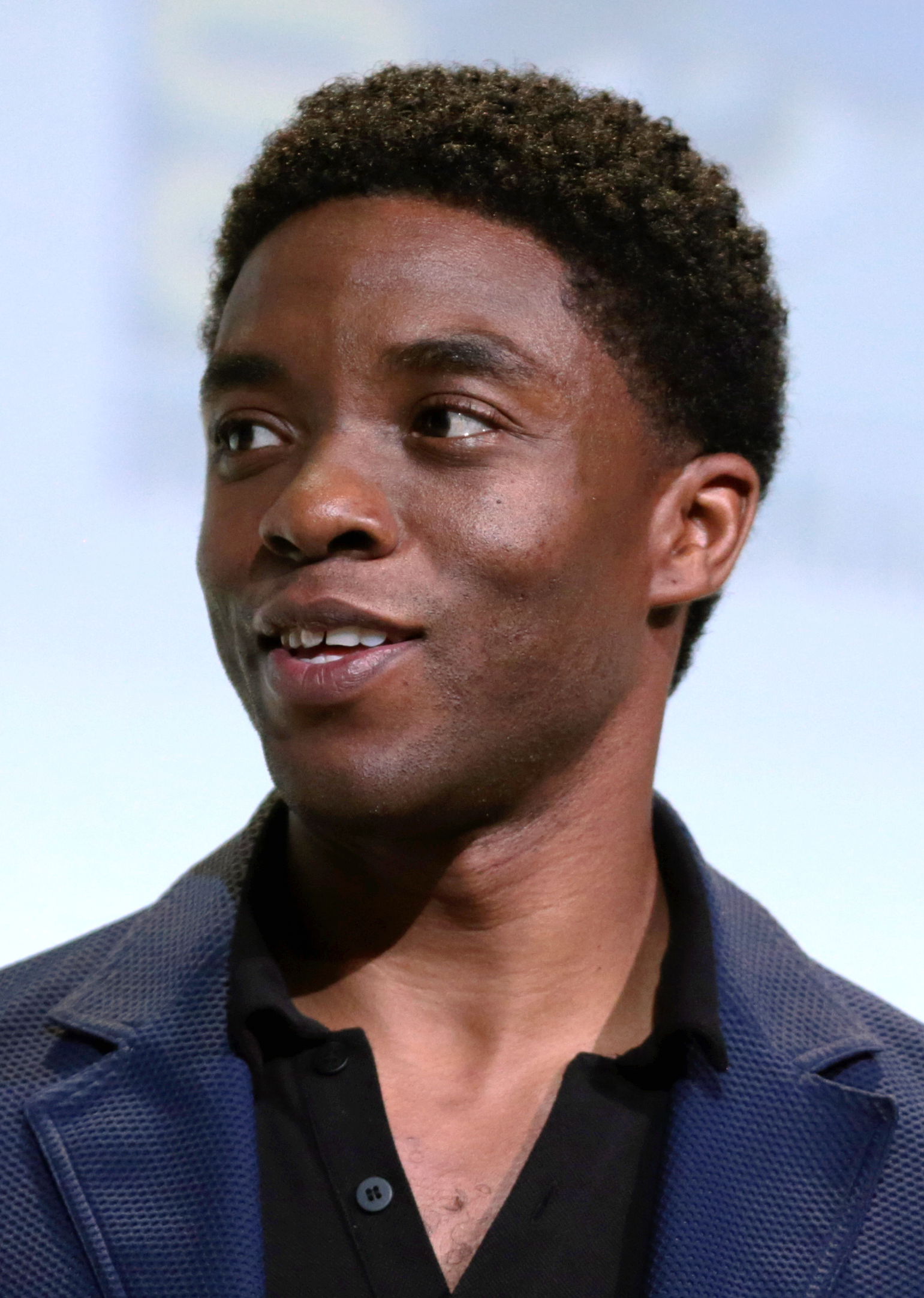
Chadwick Boseman, vítěz v kategorii nejlepší herec

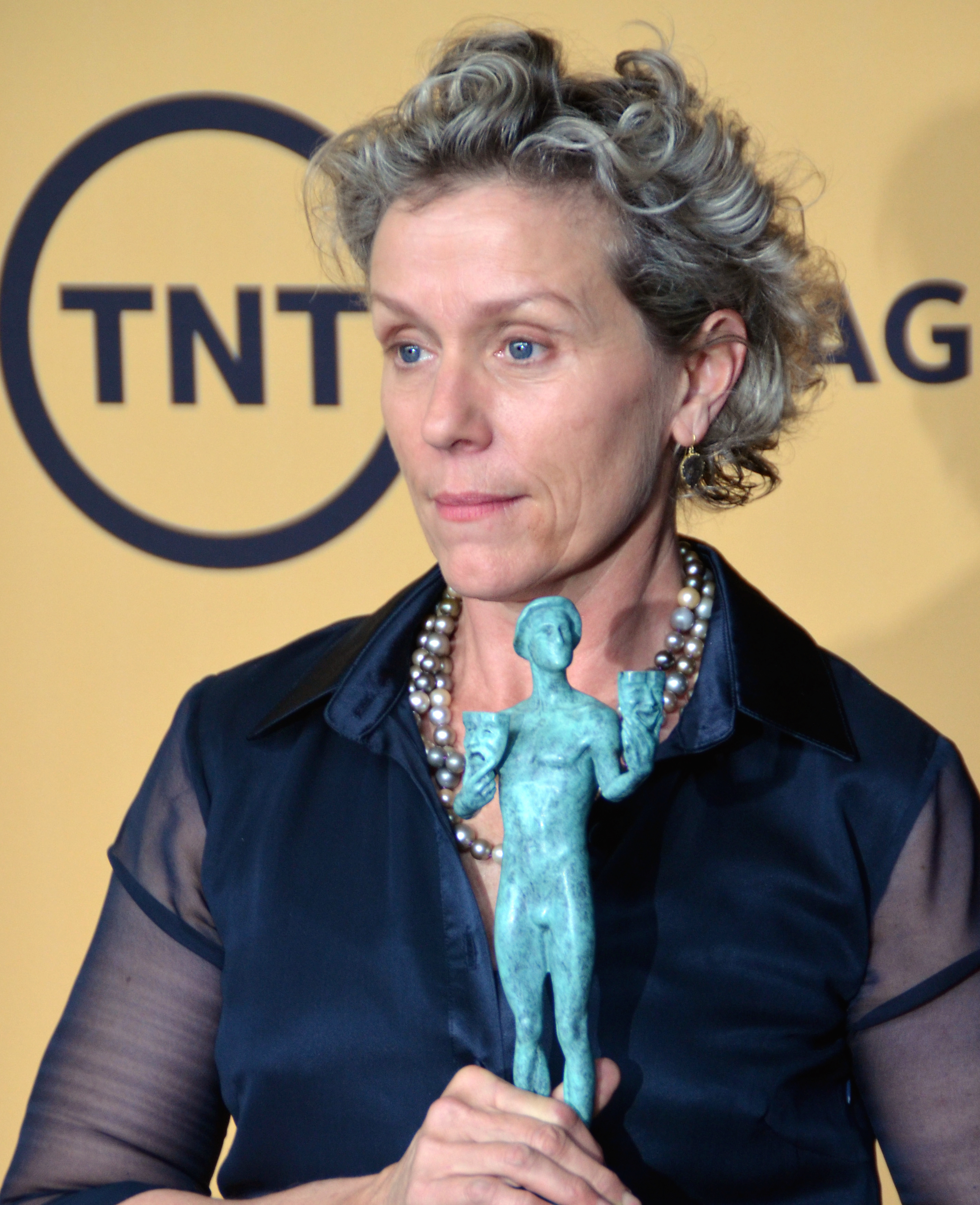
Frances McDormandová, vítězka v kategorii nejlepší herečka

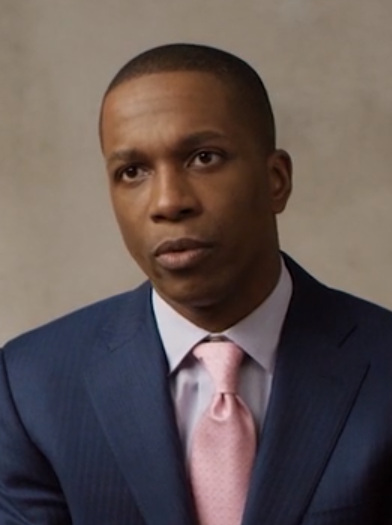
Leslie Odom Jr., vítěz v kategorii nejlepší mužský výkon ve vedlejší roli

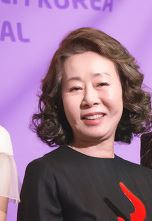
Jun Jo-čong, vítězka v kategorii nejlepší ženský výkon ve vedlejší roli

| Země nomádů - Nadějná mladá žena - One Night in Miami - Never Rarely Sometimes Always - Chicagský tribunál                                      | Chloé Zhaová – Země nomádů - Emerald Fennell – Nadějná mladá žena - Regina Kingová – One Night in Miami - Kelly Reichardt – První kráva - Aaron Sorkin – Chicagský tribunál |
| Nejlepší animovaný film | Nejlepší herec v hlavní roli |
| Duše - Až na Měsíc - Vlkochodci | Chadwick Boseman – Ma Rainey – matka blues - Riz Ahmed – Sound of Metal - Delroy Lindo – Bratrstvo pěti                                                                     |
| Nejlepší herečka v hlavní roli | Nejlepší herec ve vedlejší roli |
| Frances McDormandová – Země nomádů - Viola Davis – Ma Rainey – matka blues - Vanessa Kirby – Střípky ženy - Carey Mulligan – Nadějná mladá žena | Leslie Odom Jr. – One Night in Miami - Sacha Baron Cohen – Chicagský tribunál - Bill Murray – V úskalí                                                                      |
| Nejlepší herečka ve vedlejší roli | Nejlepší původní scénář |
| Jun Jo-čong – Minari - Maria Bakalova – Borat Subsequent Moviefilm - Amanda Seyfriedová – Mank - Ellen Burstyn – Střípky ženy                   | Emerald Fennell – Nadějná mladá žena - Jack Fincher – Mank - Aaron Sorkin – Chicagský tribunál                                                                              |
| Nejlepší adaptovaný scénář | Nejlepší dokument |
| Chloé Zhaová – Země nomádů - Kemp Powers – One Night in Miami - Jonathan Raymond a Kelly Reichardt – První kráva                                | All In: The Fight for Democracy - Kripl kemp: Revoluce na kolečkách - Atletka A - Malířka a zloděj - Time                                                                   |
| Nejlepší kamera | Nejlepší střih |
| Joshua James Richards – Země nomádů - Erik Messerschmidt – Mank - Tami Reiker – One Night in Miami                                              | Chloé Zhaová – Země nomádů - Alan Baumgarten – Chicagský tribunál - Tariq Anwar – One Night in Miami                                                                        |
| Nejlepší cizojazyčný film | Nejlepší castingový režisér |
| Chlast - Vysoká dívka - Tajný agent - Nabarvené ptáče                                                                                           | Kimberly Hardin – One Night in Miami (remíza) Francine Maisler – Chicagský tribunál (remíza) - Kim Coleman – Bratrstvo pěti                                                 |

## Speciální ocenění pro ženy
| Nejlepší režisérka | Nejlepší scenáristka |
| --- | --- |
| Emerald Fennell – Nadějná mladá žena - Chloé Zhaová – Země nomádů - Regina Kingová – One Night in Miami - Channing Godfrey Peoples – Miss Juneteenth - Kelly Reichardt – První kráva - Eliza Hittman – Never Rarely Sometimes Always | Radha Blank – Čtyřicetitelá verze - Emerald Fennell – Nadějná mladá žena - Chloé Zhaová – Země nomádů - Eliza Hittman – Never Rarely Sometimes Always |
| Nejlepší animovaná ženská postava | Objev roku |
| Tina Fey – 22 – Duše - Eva Whittaker – Mebh Óg MacTíre – Vlkochodci - Honor Kneafsey – Robyn Goodfellowe – Vlkochodci | Sidney Flanigan – Never Rarely Sometimes Always - Radha Blank – Čtyřicetiletá verze - Helena Zengel – Zprávy ze světa                                 |
| Ocenění pro ženy ve filmovém průmyslu | |
| Všechny nezávislé scenáristky a režisérky, které normalizovali potrat jako důležitý prvek kulturní konverzace ve filmech jako Svatá Frances, Never Rarely Sometimes Always, Sister of the Groom, Once Upon a River, Gloria na cestě a další - všechny ředitelky filmových festivalů, které úspěšně přešli z živých akcí do online verze, aby udržovaly festivalovou kulturu při pandemii - Emerald Fennell za vytvoření filmu Nadějná mladá žena, který nutí ukončit kulturu znásilňování, která se šíří moderní dobou - Sophia Loren za skvělý návrat k filmu Život před sebou ve věku 86 let | |

## Speciální ocenění, které stojí za zmínku
| Nestárnoucí herečka | Největší věkový rozdíl mezi partnery ve filmu |
| --- | --- |
| Sophia Loren – Život před sebou - Ellen Burstyn – Střípky ženy - Tsai Chin – Lucky Grandma - Frances McDormandová – Země nomádů Země nomádů | Elizabeth Debicki a Kenneth Branagh (30 let) – Tenet - Elizabeth Debicki a Claes Bang (23 let) – The Burnt Orange Heresy - Riley Keough a Jason Clarke (20 let) – Ďábel - Amanda Seyfriedová a Charles Dance (39 let) a Seyfried a Gary Oldman (27 let) – Mank      |
| Herečka, potřebující nového agenta | Nejodvážnější výkon |
| Uma Thurman – Děda, postrach rodiny - Katie Holmes – Tajemství: Odvaha snít - Tiffany Haddish – Velké šéfky - Rose Byrne – Velké šéfky      | Maria Bakalova – Borat Subsequent Moviefilm - Haley Bennett – Swallow - Vanessa Kirby – Střípky ženy - Elisabeth Mossová – Neviditelný - Carey Mulligan – Nadějná mladá žena                                                                                        |
| Remake nebo sequel, který neměl být natočený                                                                                                | Síň studu |
| Dolittle - Croodsovi: Nový věk - Rebeka | Christopher Nolan, který si trval na tom, že film Tenet se bude promítat jedině v kinech během probíhající pandemie (remíza) Dallas Sonnier a Adam Donaghey za sexuální obtěžování a jeho zakrývání (remíza) - Shia LeBoeuf za jeho pokračující znepokující chování |